# 394 اردوينا
اردوينا 394 (التصنيف: A894 WB أو MPC-1894 BH) هو كويكب من المناطق المركزية لحزام الكويكبات. تم إكتشافه بواسطة "A.Borrelly" في 19 نوفمبر 1894 في مرسيليا.